# 涼森ちさと
涼森 ちさと（すずもり ちさと）は、日本の女性声優。主にアダルトゲームに声をあてている。

## 人物
主にアダルトゲームを中心に活動する声優として1998年から活動開始した。デビュー作品である『偽善』のスタッフロールに載せる名前を考えていなかったため、登場人物から取った菊理ちさと（くくり ちさと）名義であったが、縁があった京都市の涼森神社から名前を貰って改名した。
少年、動物まで幅広くこなすが、一人二役を演じる事も多い。

## 出演
太字はメインキャラクター。

### OVA
- CONCERTO.（三石シオン）
- ジオグラマトン（ルー・バレンクレア）[5]
- 仕舞妻（大原葵）
- 人妻♪かすみさん 〜母娘と共同性活〜（浮島春海）
- 兄嫁はいじっぱり（葛城舞）

### 一般向ゲーム
- Chanter〜キミの歌がとどいたら＃〜（2007年、綾瀬伊吹）

### アダルトゲーム
1998年
- 偽善（菊池久美子）
- 入院（大貫敦子）
- flowers〜ココロノハナ〜（志村渚）
- 僕の為に鐘は鳴る（姿）

1999年
- 湮滅〜いんめつ〜（近衛郁美）
- Xchange2（片桐明日香）
- 玩弄（五十嵐菜美）
- 傀儡〜マリオネット〜（榊静香）
- こすちゅ〜む（サラ）
- 絶望 -青い果実の散花-（井内翔子、白雪雪菜）
- 罪と罰（杉原良絵）
- バレリーナ・背徳のくるみ割り人形（吉崎美咲、未散）
- 魔女っ娘マリエルン（マリエル、キチュ、女店主）
- 持ち物検査（伊集院 凜子）

2000年
- 家元（山下由比）
- エーゲネルスの花嫁（スィナン）
- 養父（西村萌）
- 恋ごころ（しゃお）
- さよならを教えて 〜comment te dire adieu〜（大森となえ）
- 少女サーカス（ミーナ）
- 性奴手帳（神楽瑞樹）
- せつない（白石薫）
- とびっきりRUIN（長海まひる、神薙梅、刹那）
- 発情カルテ（西藤千穂）
- WORM（月岡流奈、上杉薫）
- PureHeart 〜世界で一番アナタが好き〜（シオン、シグマ）
- 封魔神社（ユウ）
- マテリアルガール（河合奈々、桜井三月）
- 八ヶ池-八ヶ池忌譚（相原夕貴）
- 凌辱同窓会（持田沙耶香）
- 檸檬（李明夏）

2001年
- お約束LOVE（倉橋冥）
- CONCERTO.（三石シオン）
- ススキノハラの約束（ニコル）
- すわっぷ Aふぉ〜B－お兄ちゃんは妹になりすまし女装して女子校へ!!（天王寺真鈴）
- Dolls Antique 〜人形達の館〜（綾香、ミゥ）
- 満つる月（田中きぬ、たま）
- 未来にキスを-Kiss the Future-（柚木式子）
- もっとLoveちゅ! ～恋愛CHU! FanDisk～（月島野花）
- 吉亜の丘で寝ころんで…（木ノ内寧、緋抄玲香、椎名涼、吉川初美）
- 恋愛CHU! 〜彼女の秘密はオトコのコ?〜（月島野花）

2002年
- 幼馴染（モニカ・リドウィ）
- Silvern〜銀の月、迷いの森〜（アヤソフィア・イル・クロスマチス、ミシェル・モンサン）
- ティアフルアイズ 〜あなたしかいない〜（高崎麻衣子）
- DEVOTE2 いけない放課後（九代涼子）
- ミスティック・リポート〜恋の部活はチコクしない〜（碧）
- ラブリー・ラブドール（アイリ、おばさん、アナウンス、亜衣）
- 凌辱ゲリラ狩り（アルフィナ）

2003年
- あいあん・めいど 〜恋のご奉仕大作戦〜（橘芽衣）
- 穴人形（野呂つつじ）
- あぶない関係（渡辺美和）
- ALMA〜ずっとそばに…〜（十崎由衣）
- うちの妹のばあい（岩崎優香）
- 裏番組〜新人女子アナ欲情生中継〜（春日野理恵）
- 掟の島（門脇楓）
- オレ様ティーチャー 〜復讐教師のwebカウンセリング〜（岩澤優紀子）
- sweet でびる 〜願いゴト、叶えますぅ〜（稲見桜乃）
- デミウルゴスの娘 〜瞳の中の巫女姫〜（玉依姫）
- トワイライト・シアターR+（芹沢冴子）
- 罵倒 リアルサモナー（関本雅）
- 人妻♪かすみさん 〜母娘と共同性活〜（浮島春海）
- ふぉ〜りんLOVE（森下鈴、紅葉）
- Princess Bride（葛城佳央）
- プレゼンス（瑞沢霧子）
- 保母さんといっしょっ!〜双子とできるもん〜（結城真弥）
- 僕の牝秘書は同級生（麻倉沙織）
- まいにち好きして（西城戸凛）
- 魔法のミルクティーにお願い（サラ・スイートハート、ホーリー・キャット）
- ムギュ〜っと!ペットめいど（チハヤ）
- ラストオーダー（苫原なつき、ワルテノール）

2004年
- あなたと見た桜〜姉妹妻〜（相葉菜々子）
- 淫奉の聖女（ニナ・V・ナインリッヒ）
- Yin-Yang! X Change Alternative（七海由衣）
- Xchange3（片桐明日香）
- XchangeR（片桐明日香）
- 王立ネコミミ学園〜あなたのための発情期♪〜（ユイ・ファーミルトン）
- おしかけプリンセス（春日結花）
- おやつのじかん（ショコラたん）
- 教祖様の野望〜帝都コスプレ化計画〜（京月美智子、ジェーン・ミルキーウェイ、白河睦美）
- 黒愛（ジュリアンヌ・桃原）
- くろふぁん 1GHz（瑞沢霧子）
- SilentHalf（遙香）
- 淑女の艶事（龍田紗枝）
- SNOW PCフルボイス版（橘芽依子）
- はぁ・はぁ・テレパス 〜はじめてなのに超BINKAN〜（藤本美羽）
- ときめきCheck in! DVDPGオリジナル版（朝倉夏樹）
- 友達以上恋人未満（橘芽衣子）
- とらぶるトラップLaboratory（霧島香保）
- ドリル少女ユイ（リカ・シュナイダー）
- 永ワ刻（刹那）
- ナースにおまかせ（御堂鈴）
- はなマルッ!（萩尾向日葵）
- 人妻♪かすみさん2（藤野碧）
- フィルナンシス（アリシア、グランファルド）
- フェ○りんぴっく! 〜江口家の咥内事情〜（江口弥生）
- Princess Brave 雀卓の騎士（葛城 佳央）
- Pleasure Circuit DVD-PG（玲音）
- 妄想念波通信（長谷川智咲）
- 和姦家族（瞳子）

2005年
- 淫妖蟲〜凌触学園退魔録〜（白鳥深琴、夜）
- ウソツキは天使のはじまり（アリス）
- 仰せのままに★ご主人様!（丘野かなた）
- 鬼魂〜おにたま〜（狩野月）
- お保母ごと 〜ひみつのおゆうぎ、ママにはないしょ〜（四万麻由美、高儀智香）
- くろふぁん 3GHz（ルー・バレンクレア）
- ジオグラマトン（ルー・バレンクレア）
- 蝶ノ夢（蓮華）
- つくしてあげるの!（野乃原えほん）
- 特捜天使シェルセイバー（ミスシャーヌ）
- 隣り妻（安城美香）
- 智代アフター 〜It's a Wonderful Life〜（鷹文、河南子）
- はじめてのおてつだい（宮前ふたは）
- プリンセス小夜曲（セルフィ）
- 僕は天使じゃないよ（芳野翠子）
- 魔王と踊れ! 〜Legend of the Lord of Lords〜（ソフィス・アゾニア）
- まじかるカナン-RISEA-（鈴原美由利）
- 魔法使いのタマゴ（リアナ）

2006年
- いじケア〜ノエル君のご奉仕日記〜（ステラ・C・ウェンチェスター）
- 淫妖蟲 蝕〜凌触島退魔録〜（白鳥深琴、夜）
- がくと!（山賀鏡子）
- 初恋撫子（高御蘇枋）
- 彼女たちの流儀（白銀鳥羽莉、尾瀬道櫻子）
- Chanter. -キミの歌がとどいたら-（綾瀬伊吹）
- 女教師・鈴音〜イトコとの秘密な関係〜（日下部鈴音）
- 親戚の小母さん〜離れの熟女、本家の後妻〜（朝霧花菜絵）
- StarTRain（白雪麻衣子）
- ドキドキ母娘レッスン 〜教えて♪Hなお勉強〜（佐藤那美）
- なつぽち（鏑木千歳）
- ネコっかわいがり! 〜クレインイヌネコ病院診療中〜（ノーマ）
- 揉みくちゃ 〜獣が潜むラッシュアワー〜（夏樹ヒカル）
- レイナナ（櫻井玲奈、レイド）

2007年
- 兄嫁はいじっぱり（葛城舞）
- ALICE♥ぱれーど 〜二人のアリスと不思議の乙女たち〜（ねこさん）
- ENGAGE LINKS（シズハ）
- 仕舞妻（大原葵）
- Zwei Worter（スティルスーツ）
- 流聖天使プリマヴェールV（チカちゃん）

2008年
- 人工少女3 はんなり（Y型キャラクターボイス）
- 魔法の少女シルキーリップ〜3人の女王候補〜（寺岡茶子）
- ラシエルの箱庭-少年と解放の呪文-（浅羽望）
- リトルバスターズ! エクスタシー（三枝葉留佳、二木佳奈多）

2009年
- 淫妖蟲 悦〜怪楽変化退魔録〜（白鳥深琴）
- ANGEL MAGISTER（カナダ＝クラムロイド）
- 聖剣のフェアリース（桐生院早紀）
- ナツユメナギサ（山口夕実）
- Flyable Heart（白鷺茉百合）

2010年
- 暁の護衛〜罪深き終末論〜（桜坂絆）
- クドわふたー（二木佳奈多）
- キサラギGOLD★STAR（富良峰英子）
- 君の名残は静かに揺れて（白鷺茉百合）

2011年
- シオンの血族（ノウェム）
- すきま桜とうその都会（夕陽）
- 猫撫ディストーション（七枷式子）
- Flyable CandyHeart（白鷺茉百合、ねこさん）
- 恋愛家庭教師ルルミ★Coordinate!（野並穂佳）

2012年
- はつゆきさくら（小坂井アキラ）
- 夏色あさがおレジデンス（桑島羽鳥）
- 猫撫ディストーション Exodus（七枷式子）
- PrismaticPrincess★ユニゾンスターズ（ねこさん、神千院 マリエ、白鷺 茉百合）
- 魔王と踊れ! コード:アルカナ（オリガ）

2013年
- 運命が君の親を選ぶ 君の友人は君が選ぶ（御桜枢）
- 恋の話と（桜川花）
- ゆめいろアルエット!（朝霧深羽）

2015年
- 神のラプソディ（アガーテ）
- リラクゼーション癒香・艶 ～人妻セラピストによる洗体～（アヤ）
- リラクゼーション癒香・陽 〜人妻セラピスト達による癒しの時間〜（アヤ）

2016年
- ノラと皇女と野良猫ハート（ナレーション）
- リラクゼーション癒香・双 〜人妻セラピスト達の贅沢Wコース〜（アヤ）

発売中止
- おまかせ!とらぶる天使（天橋愛良）

### ラジオ
- きゅあらじ

## ディスコグラフィ

### キャラクターソング・参加楽曲
| 発売日         | 商品名                      | 歌                 | 楽曲 | 備考                                   |
| -------------- | --------------------------- | ------------------ | --- | -------------------------------------- |
| 2004年3月26日  | 和姦家族 サウンドトラックCD | 瞳子（涼森ちさと） | 「君にあえるよ＜瞳子ver.＞」                                                                                 | PCゲーム『和姦家族』関連曲             |
| 2004年8月27日  | doll〜歌姫 vol.4 祭         | 涼森ちさと         | 「チキンハートミサイル」 「青いチャリオット」                                                                |                                        |
| 2006年12月29日 | mignon                      | し・ふぉ・ん       | 「も・な・み」 「えんじ色の二等客車」 「ハチドリとわたし」 「夜明けのうた」 「乙女学入門-し・ふぉ・んVer.-」 |                                        |
| 2007年12月29日 | macoron                     | し・ふぉ・ん       | 「おてんばWorld's End」 「Hysteric」 「Neige」 「dote up a cat!-し・ふぉ・んVer.-」                          |                                        |
| 2009年8月14日  | murmur                      | し・ふぉ・ん       | 「ぴ・え・にゅ」 「memory-夜はお静かに-」 「入道雲とミント」 「murmur」                                      |                                        |
| 2009年8月14日  | murmur                      | し・ふぉ・ん       | 「ココロトキメキ」                                                                                           | PCゲーム『DokiDokiる～みんぐ』OPテーマ |
| 2009年8月14日  | murmur                      | し・ふぉ・ん       | 「絶対領域っ！」                                                                                             | PCゲーム『絶対領域っ!』OPテーマ        |

### ユニットメンバー
1. ↑  涼森ちさと、Rita